# Dębica (powiat pyrzycki)
Dębica (niem. Damnitz, nazwa przejściowa – Adamówka) – wieś w Polsce położona w województwie zachodniopomorskim, w powiecie pyrzyckim, w gminie Warnice.
W latach 1975–1998 miejscowość należała administracyjnie do województwa szczecińskiego.
Wieś o średniowiecznym rodowodzie z gruntami przynależnymi w tym czasie do kapituły kamieńskiej a po sekularyzacji do domeny królewskiej. W XV w. we wsi istniał już kościół filialny parafii Koszewo. W czasie II wojny światowej część budynków uległa zniszczeniu; w gruzach legł m.in. kościół. Według informacji mieszkańców wsi na tym terenie w okresie powojennym obowiązywał zakaz wznoszenia obiektów kubaturowych; był on spowodowany tym, że wieś znajdowała się na obrzeżu lotniska wojskowego armii radzieckiej w Kluczewie.